# Барстери
Ба́рстери (від англ. burst — спалах) — галактичні джерела рентгенівського випромінювання, у яких на квазістаціонарне фонове випромінювання накладаються спалахи, що періодично повторюються.
Світність барстерів між спалахами є несталою, коливається в межах 2,5× 102—2,5× 103 світності Сонця. Світність під час спалаху — близько 2,5× 104 світності Сонця. Тривалість спалаху — кілька десятків секунд, періодичність — від кількох годин до кількох діб.
Барстери виявлять концентрацію до центра Галактики, значна їх частина належить до кулястих скупчень.

## Механізм спалахів
Барстерами є нейтронні зорі з порівняно слабким (як для нейтронних зір) магнітним полем, які входять до складу подвійних систем. Світність барстерів між спалахами зумовлена акрецією речовини на поверхню нейтронної зорі. Джерелом речовини є карлик із масою не більше 0,5 M☉, який заповнив свою порожнину Роша. Розрізняють спалахи двох типів:
- Спалахи першого типу зумовлені нестаціонарним характером акреції;
- Спалахи другого типу є термоядерними вибухами багатої на Гідроген речовини, що накопичується на поверхні нейтронної зорі. Для того, щоб  реалізовувався такий сценарій, магнітне поле нейтронної зорі має бути не дуже сильним, тоді речовина випадатиме більш-менш рівномірно[2] та накопичуватиметься на поверхні (у виродженому стані). Накопичення речовини на поверхні врешті-решт призводить до початку термоядерних реакцій, які, внаслідок виродженого стану, відбуваються спалахоподібно[1].